# يوهانس بيسي
يوهانس بيسي (1935-1984) (بالإنجليزية: Johannes Bisse)‏ هو عالم نبات كوبي.